# مارتن ألدريدغ
مارتن ألدريدغ (بالإنجليزية: Martin Aldridge)‏ هو لاعب كرة قدم بريطاني، ولد في 6 ديسمبر 1974 في نورثامبتون في المملكة المتحدة، وتوفي في 30 يناير 2000 في أكسفورد في المملكة المتحدة. لعب مع أكسفورد يونايتد وبورت فايل وروشدين ودايموندز ونادي بلاكبول ونادي ساوثيند يونايتد ونادي نورثامبتون تاون.

## وصلات خارجية
- مارتن ألدريدغ على موقع قاعدة بيانات كرة القدم.إي يو (الإنجليزية)
- مارتن ألدريدغ على موقع Soccerbase.com (لاعب) (الإنجليزية)